# Nomada parkeri
Nomada parkeri là một loài Hymenoptera trong họ Apidae. Loài này được Evans mô tả khoa học năm 1972.